# Novomîkolaiivka, Huleaipole
Novomîkolaiivka (în ucraineană Новомиколаївка) este localitatea de reședință a comunei Novomîkolaiivka din raionul Huleaipole, regiunea Zaporijjea, Ucraina.

## Demografie
Componența lingvistică a localității Novomîkolaiivka
     Ucraineană (96,06%)
     Rusă (2,84%)
     Belarusă (1,09%)
Conform recensământului din 2001, majoritatea populației localității Novomîkolaiivka era vorbitoare de ucraineană (96,06%), existând în minoritate și vorbitori de rusă (2,84%) și belarusă (1,09%).